# Fox Corporation
Fox Corporation — американский медиаконгломерат, управляющий Fox Broadcasting Company, одной из 4 крупнейших телекомпаний США. Был образован в марте 2019 года из активов компании 21st Century Fox, которые не были куплены The Walt Disney Company. Штаб-квартира находится в Нью-Йорке, контролируется медиамагнатом Рупертом Мёрдоком и его сыном Лахланом.

## Деятельность
Подразделения по состоянию на 2022 год:
- Cable Network Programming — производство новостных и спортивных программ и лицензирование их операторам кабельного и спутникового телевидения, а также виртуальным дистрибьюторам видеопродукции, в основном в США; 44 % выручки компании.
- Television — производство и трансляция телепрограмм через сеть из 29 телестанций (из них 18 принадлежат FOX Network, 10 — MyNetworkTV, одна независимая); 55 % выручки.
- Other, Corporate and Eliminations — неосновные активы, крупнейшим из которых является съёмочная площадка FOX Studio Lot в Лос-Анджелесе (ранее эта площадка принадлежала кинокомпании 20th Century Studios, теперь сдаётся в аренду), а также финансовая компания Credible Labs[англ.].

Ключевыми телепрограммами компании по состоянию на 2022 год были «9-1-1», «9-1-1: Одинокая звезда», «Уборщица», «Симпсоны», «Гриффины», «Закусочная Боба», «Певец в маске», «Адская кухня», MasterChef, Next Level Chef. Fox News является одним из основных телеканалов новостей США, а Fox Sports имеет права трансляции ведущих спортивных мероприятий в США и в мире.
В списке крупнейших публичных компаний в мире Forbes Global 2000 за 2022 год Fox Corporation заняла 720-е место. В списке крупнейших компаний США по размеру выручки Fortune 500 заняла 287-е место.